# Chrysopa bermudezi
Chrysopa bermudezi is een insect uit de familie van de gaasvliegen (Chrysopidae), die tot de orde netvleugeligen (Neuroptera) behoort. 
Chrysopa bermudezi is voor het eerst wetenschappelijk beschreven door Navás in 1927.